# Pentagon (nhóm nhạc Hàn Quốc)
Pentagon (tiếng Hàn Quốc: 펜타곤; tiếng Nhật: ペンタゴン; cách điệu: PENTAGON) là một nhóm nhạc nam Hàn Quốc được thành lập bởi Cube Entertainment  vào năm 2016 gồm 9 thành viên: Jinho ,Hui,Hongseok, Shinwon, Yeo One, Yan An, Yuto, Kino và Wooseok. Ban đầu đội hình của nhóm là 10 thành viên, tuy nhiên E'Dawn rời nhóm và công ty vào ngày 14 tháng 11 năm 2018. Các thành viên được đào tạo và tuyển chọn thông qua chương trình Pentagon Maker do Mnet tổ chức. Nhóm chính thức ra mắt ngày 10 tháng 10 năm 2016 với mini album Pentagon.

## Lịch sử

### Trước khi ra mắt
Ngày 26 tháng 4 năm 2016, Cube Entertainment tiết lộ Pentagon với trailer, "Come into the World" sau khi thông báo về nhóm nhạc nam mới vào tháng 12 năm 2015.
Các thành viên cuối cùng của Pentagon sẽ được quyết định qua chương trình thực tế của đài truyền hình Mnet, Pentagon Maker, được phát sóng qua kênh truyền hình kĩ thuật số của Mnet M2. Vào cuối chương trình, các thành viên chính thức của nhóm là Jinho, Hui, Hongseok, Yeo One, Yuto, Kino và Wooseok.
Vào ngày 9 tháng 7, Pentagon phát hành các bài hát "Young" (sản xuất bởi Dok2) và "Find Me" (sản xuất bởi Tiger JK). MV của "Young", với sự góp mặt của các thành viên Hui, Yeo One, Kino, Yuto và Wooseok đã được phát hành.

### 2016: Ra mắt vớiPentagonvà5senses
Vào ngày 30/9, Cube đã xác nhận nhóm tân binh PENTAGON sẽ debut với mini album vào ngày 10/10. Ca khúc chủ đề "Gorilla" sẽ mang âm hưởng hip hop mạnh mẽ tràn đầy năng lượng.
Trước đó các chàng trai cũng gây được chú ý khi tham gia show thực tế “Pentagon Maker“, bên cạnh đó teaser hoành tráng được Cube ra mắt cách đây 5 tháng cũng khiến PENTAGON nhận được sự quan tâm rất nhiều ở thời điểm phát hành.
Vào ngày 10/10 đúng 0h, nhóm nhạc nam mới của Cube gồm 10 thành viên (Yeo One, Hongseok, Kino, Wooseok, Jinho, Yuto, E ‘Dawn, Hui, Yan An, và Shinwon) đã chính thức cho ra MV debut mới của mình mang tên "Gorilla".
Mini Album gồm 7 bài hát mới được chính các nhà sản xuất âm nhạc của Cube (như Seo Jae Woo, Bicksancho) sáng tác. Ngoài Hui, E’Dawn và Wooseok cũng tham gia sản xuất và viết lời cho 4 bài hát trong album.

### 2017: Ra mắt tại Nhật Bản,Ceremony, Demo_01vàDemo_02
Vào ngày 22 tháng 1 năm 2017, Pentagon phát hành MV đặc biệt cho "Pretty Pretty", một bài hát từ EP tiếng Hàn Five Senses, với sự góp mặt của Kim Chung-ha.
Vào ngày 29 tháng 3, Pentagon phát hành EP tiếng Nhật đầu tiên Gorilla, đạt vị trí thứ 6 trên bảng xếp hạng Gaon và thứ 3 trên bảng xếp hạng Oricon. Album gồm 6 bài hát, bao gồm phiên bản tiếng Nhật của các bài hát đã được phát hành trước đó "Gorilla", "Can You Feel It", "Pretty Pretty" và "You Are", cùng với hai bài hát tiếng Nhật mới. Vào 18 tháng 5, nhóm phát hành single "Beautiful", bản ballad được sản xuất bởi đàn anh cùng công ty Jung Il-hoon. Nhóm tổ chức concert kéo dài ba ngày tên "Tentastic Vol. 2 'Trust'" từ ngày 10 đến ngày 12 tháng 6 tại Shinhan Card Fan Square Live Hall. Concert được chia làm ba ngày "P day", "T day" và "G day" và trình diễn các concept và các màn biểu diễn khác nhau.
Vào ngày 12, nhóm phát hành EP tiếng Hàn thứ ba Ceremony bao gồm ca khúc chủ đề "Critical Beauty" (예뻐죽겠네). Đây cũng là lần đầu tiên Pentagon xuất hiện trên bảng xếp hạng âm nhạc của Mĩ, khi EP đạt vị trí thứ 14 trên bảng xếp hạng thế giới của Billboard. Thành viên Yan An không thể tham gia quảng bá album và các hoạt động khác do chấn thương ở tay. Vào ngày 24 tháng 7, Pentagon phát hành một MV bất ngờ dành tặng fan, "Precious Promise".
Ngày 6 tháng 9, nhóm phát hành EP tiếng Hàn thứ tư Demo_01 bao gồm ca khúc chủ đề "Like This". Nhóm tổ chức solo concert thứ ba, "Pentagon Mini Concert Tentastic Vol. 3, 'Promise'" tại Yes24 Live Hall ở quận Gwangjin, Seoul. Vào ngày 10 tháng 10, tròn một năm sau ngày ra mắt, Pentagon đạt 10,000 lượt thích trên MelOn cho bài hát 'Like This'.
Ngày 23 tháng 11, nhóm phát hành EP tiếng Hàn thứ năm Demo_02 với bài hát chủ đề "Runaway". Theo sau đó, nhóm tổ chức concert thứ tư tại Blue Square IMarket Hall ở Seoul, "Pentagon Mini Concert Tentastic Vol. 4, 'Dream'".

### 2018:Violet,Positive,Shine,Thumbs Up!và thành viên E'dawn rời nhóm
Vào ngày 17 tháng 1 năm 2018, Pentagon phát hành EP tiếng Nhật thứ 2 Violet, bao gồm bài hát chủ đề cùng tên. Concert gần nhất của họ, "Pentagon Mini Concert Tentastic Vol. 5, Miracle", được tổ chức vào ngày 1 tháng 4 tại Blue Square I-Market Hall, Seoul.
Vào ngày 2 tháng 4, Pentagon phát hành EP tiếng Hàn thứ sáu Positive, bao gồm 6 bài hát với bài chủ đề là "빛나리 (Shine)". Vào thời điểm mới phát hành, thứ hạng thấp nhất của "빛나리 (Shine)" trên MelOn's Daily Chart ở khoảng vị trí thứ 500, nhưng dần dần leo lên vị trí thứ 186 vào ngày 29 tháng 4. Trong khoảng thời gian này, "빛나리 (Shine)" chưa bao giờ vào được top 100 của Real-time Chart. Sau đó, vào 1 tháng 5, bài hát đạt vị trí 95 trên MelOn's Real-time Chart. Thứ hạng cao nhất của "빛나리 (Shine)" là 16. Một tháng sau ngày phát hành, bài hát đạt đến đỉnh cao mới. Pentagon lần đầu tiên đạt được vị trí Top 10 hit trên Billboard's World Digital Song Sales chart.
Phiên bản tiếng Nhật của SHINE được phát hành vào ngày 29 tháng 8, được chọn làm bài hát mở đầu cho số tháng 8 của chương trình âm nhạc đêm khuya Break Out thuộc đài truyền hình TV Asahi.
Ngày 10 tháng 9, Pentagon phát hành EP tiếng Hàn thứ bảy, Thumbs Up!, bao gồm 5 bài hát với bài chủ đề "청개구리 (Naughty Boy)". E'dawn và Yan An vắng mặt trong lần comeback này.
Ngày 5 tháng 11, Cube Entertainment thông báo Yan An sẽ chính thức trở lại hoạt động cùng Pentagon vào ngày 25 tháng 11.
Ngày 11 tháng 11, MV "Shine" đạt 100 triệu lượt xem tính cả MV chính thức được đăng trên kênh 1theK và kênh youtube chính thức của Pentagon.
Ngày 14 tháng 11, Cube Entertainment thông báo E'dawn đã rời khỏi nhóm và công ty.
"Shine" hạng 69 ở BXH Billboard's The 100 Best Songs of 2018, hạng 2 ở BXH Billboard's The 20 Best K-pop Songs of 2018, hạng 89 ở BXH Bugs 2018 Year End Top 100 và hạng 18 ở Dazed's The 20 Best K-pop songs of 2018.
"Thumbs Up!" hạng 7 ở BXH Billboard's Best K-pop Album of 2018. "When It Rains At Night" hạng 11 ở MTV's The 18 best K-pop bsides of 2018.
Ở Nhật Bản, "Shine" hạng 4, "Violet" hạng 10 ở  Oricon's 2018 Indie Albums. "Violet" hạng 8 ở Tower Record 2018 K-Pop Domestic Album.

### 2019:Cosmo,Genie:us,Sum(me:r)and  world tour đầu tiên
PENTAGON tổ chức Japan Zepp tour - Dear Cosmo đầu tiên của họ ở Osaka, Nagoya, Tokyo và Fukuoka. PENTAGON ra mắt ở Nhật vào ngày 13 tháng Hai với single, Cosmo. Được sản xuất và viết lời bởi  GLAY's TERU. Bài hát hạng 1 ở oricon chart other và iTunes.

## Thành viên
| Nghệ danh           | Nghệ danh | Nghệ danh  | Tên khai sinh  | Tên khai sinh | Tên khai sinh    | Tên khai sinh | Tên khai sinh    | Vai trò                    | Ngày sinh         | Nơi sinh                            | Quốc tịch  |
| Latinh              | Hangul    | Kana       | Latinh         | Hangul        | Kana             | Hanja         | Hán Việt         | Vai trò                    | Ngày sinh         | Nơi sinh                            | Quốc tịch  |
| Thành viên hiện tại |           |            |                |               |                  |               |                  |                            |                   |                                     |            |
| Jinho               | 진호      | ジンホ     | Jo Jin-ho      | 조진호        | チョ・ジノ       | 趙珍虎        | Triệu Trân Hổ    | Main Vocalist              | 17 tháng 4, 1992  | Daejeon, Hàn Quốc                   | Hàn Quốc   |
| Hui                 | 후이      | フイ       | Lee Hoe-taek   | 이회택        | イ・フェテク     | 李會澤        | Lý Hội Trạch     | Main Vocalist, Lead Dancer | 28 tháng 8, 1993  | Gwacheon, Gyeonggi, Hàn Quốc        | Hàn Quốc   |
| Hongseok            | 홍석      | ホンソク   | Yang Hong-seok | 양홍석        | ヤン・ホンソク   | 梁洪碩        | Lương Hồng Thạc  | Lead Vocalist              | 17 tháng 4, 1994  | Seoul, Hàn Quốc                     | Hàn Quốc   |
| Shinwon             | 신원      | シンウォン | Go Shin-won    | 고신원        | コ・シノン       | 高信源        | Cao Tín Nguyên   | Sub Vocalist               | 11 tháng 12, 1995 | Cheongju, Chungcheong Bắc, Hàn Quốc | Hàn Quốc   |
| Yeo One             | 여원      | ヨウォン   | Yeo Chang-gu   | 여창구        | ヨ・チャング     | 呂暢九        | Lã Sướng Cửu     | Lead Vocalist              | 27 tháng 3, 1996  | Daejeon, Hàn Quốc                   | Hàn Quốc   |
| Yan An              | 옌안      | イェンアン | Yán Ān         | 옌안          | イェン・アン     | 閆桉          | Diêm An          | Sub Vocalist               | 25 tháng 10, 1996 | Thượng Hải, Trung Quốc              | Trung Quốc |
| Yuto                | 유토      | ユウト     | Adachi Yuto    | 아다치유토    | あだち ゆうと    | 安達祐人      | An Đạt Hữu Nhân  | Main Rapper, Lead Dancer   | 23 tháng 1, 1998  | Nagano, Nhật Bản                    | Nhật Bản   |
| Kino                | 키노      | キノ       | Kang Hyung-gu  | 강형구        | カン・ヒョング   | 姜炯求        | Khương Huỳnh Cầu | Main Dancer, Sub Vocalist  | 27 tháng 1, 1998  | Busan, Hàn Quốc                     | Hàn Quốc   |
| Wooseok             | 우석      | ウソク     | Jung Woo-seok  | 정우석        | チョン・ウソク   | 鄭禹奭        | Trịnh Vũ Thích   | Main Rapper                | 31 tháng 1, 1998  | Gwangju, Hàn Quốc                   | Hàn Quốc   |
| Cựu thành viên      |           |            |                |               |                  |               |                  |                            |                   |                                     |            |
| E'Dawn              | 이던      | イドン     | Kim Hyo-jong   | 김효종        | キム・ヒョジョン | 金曉鐘        | Kim Hiểu Chung   | Main Dancer, Lead Rapper   | 1 tháng 6, 1994   | Hwasun, Jeolla Nam, Hàn Quốc        | Hàn Quốc   |

## Danh sách đĩa nhạc

### Mini album
| Nhan đề               | Thông tin | Thứ hạng | Thứ hạng | Tiêu thụ       |
| Nhan đề               | Thông tin | KOR      | JPN      | Tiêu thụ       |
| Korean                | Korean | Korean   | Korean   | Korean         |
| --------------------- | --- | -------- | -------- | -------------- |
| Pentagon              | - Released: ngày 10 tháng 10 năm 2016 - Label:Cube Entertainment - Formats: CD, digital downloadTrack listing 1. Wake Up intro. 2. Pentagon 3. Gorilla (고릴라) 4. Lukewarm (미지근해) 5. Smile 6. Organic Song (귀 좀 막아줘) 7. You Are | 7        | —        | - KOR: 19,772+ |
| Five Senses           | - Released: ngày 7 tháng 12 năm 2016 - Label: Cube Entertainment, LOEN Entertainment - Formats: CD, digital downloadTrack listing 1. Can You Feel It (감이 오지) 2. Engine 3. Pretty Pretty (예쁨) 4. Lose Yourself (풀러) 5. Stay Crazy (정신 못 차려도 돼)                                                                                      | 5        | —        | - KOR: 22,589+ |
| Ceremony              | - Released: ngày 12 tháng 6 năm 2017 - Label: Cube Entertainment, LOEN Entertainment - Format: CD, digital download Track listing 1. Critical Beauty (예뻐죽겠네) 2. Lucky 3. To Universe (소중한 약속) 4. Nothing 5. Spectacular (스펙터클 해) 6. Thank You (고마워) 7. Beautiful (Prod. by Jung Il Hoon of BTOB)                                | 6        |          | - KOR: 23,111+ |
| DEMO_01               | - Released: ngày 6 tháng 9 năm 2017 - Label: Cube Entertainment, LOEN Entertainment - Format: CD, digital download Track listing 1. Like This 2. It's Over 3. Just Until Today (오늘까지만) 4. Get That Drink (멋있게 랩) 5. When I Was In Love (설렘이라는 건)                                                                                   | 8        |          | - KOR: 13,759+ |
| DEMO_02               | - Released: ngày 22 tháng 11 năm 2017 - Label: Cube Entertainment, LOEN Entertainment - Format: CD, digital download Track listing 1. Violet 2. Runaway 3. All Right 4. Pretty Boys (Rap Unit) 5. Stay With Me (머물러줘) (Vocal Unit) | 8        |          | - KOR: 23,267+ |
| Positive              | - Released: ngày 2 tháng 4 năm 2018 - Label: Cube Entertainment, Kakao M - Format: CD, digital download Track listing 1. OFF-ROAD 2. Shine (빛나리) 3. Think About You (생각해) 4. Do It For Fun (재밌겠다) (Rap Unit) 5. Nothing I Can Do (보낼 수밖에) 6. Let's Go Together (함께 가자 우리)                                                    | 6        |          |                |
| Thumbs Up!            | - Released: ngày 10 tháng 9 năm 2018 - Label: Cube Entertainment, Kakao M - Format: CD, digital download Track listing 1. Naughty Boy (청개구리) 2. Just Do It Yo!! (저두요!!) 3. Skateboard 4. When It Rains At NIght (밤에 비가 내리면) 5. Thumbs Up!                                                                                           | 4        |          | - KOR: 21,585+ |
| Genie:us              | - Released: ngày 27 tháng 3 năm 2019 - Label: Cube Entertainment. Kakao M - Format: CD, digital download Track listing 1. Sha La La (신토불이) 2. Lost Paradise (Hip Hop Unit) 3. Til... (그 순간 그대까지) (Ballad Unit) 4. Alien (에일리언) 5. Spring Snow (봄눈) 6. Round 1 (Bonus Track)                                                      | 5        |          |                |
| SUM(ME:R)             | - Released: ngày 17 tháng 7 năm 2019 - Label: Cube Entertainment, Kakao M - Format: CD, digital download Track listing 1. Humph! (접근금지) (Prod. by GIRIBOY) 2. Fantasystic (판타지스틱) (Prod. by GIRIBOY) 3. Summer! 4. Round 2 (Bonus Track)                                                                                                 | 4        | 49       |                |
| WE:TH                 | - Released: ngày 12 tháng 10 năm 2020 - Label: Cube Entertainment - Format: CD, digital download Track listing 1. Daisy 2. Beatiful Goodbye 3. Nostalgia (그해 그달 그날) 4. You like 5. Paradise 6. I'm here (CD only) |          |          |                |
| Japanese              | |          |          |                |
| Gorilla               | - Released: ngày 29 tháng 3 năm 2017 - Label: Cube Entertainment Japan - Formats: CD, digital downloadTrack listing 1. Gorilla 2. Can You Feel It 3. Pretty Pretty 4. You Are 5. Hikari (光-HIKARI-; Light) 6. Get Down | —        | 5        | - JPN: 13,012  |
| Violet                | - Released: ngày 6 tháng 1 năm 2018 - Label: TOWER RECORDS - Formats: CD, digital download Track listing 1. WAKE UP 2. Burnin' Love 3. Violet (Japanese ver.) 4. Beautiful (Japanese ver.) 5. LOVE 6. UP!UP!UP! |          |          |                |
| Shine                 | - Released: ngày 29 tháng 8 năm 2018 - Label: Cube Entertainment Japan, Universal Music Japan - Formats: CD, digital download Track listing 1. Shine (Japanese ver.) 2. Off-Road (Japanese ver.) 3. I'm Fine 4. Akumu – Wake Up – (悪夢 – wake up –) 5. Wasurerarenai (忘れられない) 6. Hey! Hey! Hey! 7. Shine (빛나리) (Limited Edition B only) |          |          |                |
| Cosmo                 | - Released: ngày 13 tháng 2 năm 2019 - Label: U Cube - Formats: CD, DVD, digital download Track listing 1. Cosmo 2. Dear Friend 3. & You 4. Naughty Boy (Japanese ver.) (digital only) |          |          |                |
| Happiness / Sha La La | - Released: ngày 21 tháng 8 năm 2019 - Label: U Cube - Formats: CD, DVD, digital download Track listing 1. Happiness 2. Sha La La (Japanese ver.) 3. Seasons (digital and regular editions only) 4. Spring Snow (Japanese ver.) (iTunes only) |          |          |                |

## Phim
| Năm  | Phim                     | Kênh        | Thành viên | Vai diễn       | Ghi chú                                  |
| ---- | ------------------------ | ----------- | ---------- | -------------- | ---------------------------------------- |
| 2016 | Spark                    | Naver TV    | Yeo One    | Jisung         |                                          |
| 2017 | Age Of Youth             | JTBC        | Tất cả     |                | Chỉ xuất hiện trong vài cảnh của bộ phim |
| 2017 | My Last Love             | MBC         | Hongseok   | Kim Wo Joo     |                                          |
| 2019 | Anniversary Anyway       | VLIVE       | Hongseok   | Hong Woo Jae   |                                          |
| 2019 | On The Campus            | BPM Studio  | Hongseok   | Yoon Hee Yeol  |                                          |
| 2019 | Best Chicken             | Dramax, MBN | Hongseok   | Bae Ki Bum     |                                          |
| 2019 | The Witch Store          | VLIVE       | Yeo One    | Sung Woo       |                                          |
| 2020 | Somehow Family           | TV Chosun   | Yeo One    | Yeo One        | Đã dừng chiếu sau phát hành tập 1        |
| 2020 | Move To Heaven           | Netflix     |            | Park Jun Young | Chỉ xuất hiện trong vài cảnh của bộ phim |
| 2021 | Blue Birthday            | Naver TV    | Hongseok   | Ji Seo Jun     |                                          |
| 2021 | The Guys I Want to Catch | Kakao TV    | Wooseok    | Jung Woo Seok  |                                          |
| 2021 | Shadow Beauty            | Kakao TV    | Hongseok   | Lee Jin Sung   |                                          |
| 2021 | Pumpkin Time             | Kakao TV    | Yeo One    | Han Se Jun     |                                          |
| 2024 | Fangs of Fortune         | iQIYI       | Yanan      | LiLun          |                                          |

## Giải thưởng và đề cử

### Chương trình âm nhạc

#### The Show
| Năm  | Ngày        | Bài hát | Điểm |
| ---- | ----------- | ------- | ---- |
| 2020 | 20 tháng 10 | "Daisy" | 8470 |

#### Music Bank
| Năm  | Ngày      | Bài hát        | Điểm |
| ---- | --------- | -------------- | ---- |
| 2022 | 4 tháng 2 | "Feelin' Like" | 3426 |